# Chris Messina
Christopher M. „Chris” Messina (ur. 11 sierpnia 1974 w Northport) – amerykański aktor, scenarzysta, reżyser i producent filmowy.

## Życiorys

### Wczesne lata
Urodził się w Northport w stanie Nowy Jork jako syn Phyllis Ann Messiny (1943–2021) i Philipa Messiny (1943–2018). Wychowywał się z siostrą Marybeth Seus i bratem Stevenem. Jego rodzina była pochodzenia włoskiego. Dorastał na Long Island. W trakcie nauki w szkole średniej zainteresował się teatrem. Kształcił się w Marymount Manhattan College, jednak po semestrze porzucił naukę. Planował jeździć po całym kraju jak Jack Kerouac, lecz ostatecznie postanowił zająć się aktorstwem. Pracował fizycznie na łodzi rybackiej i jako dostawca pizzy, zanim zaczął pobierać prywatne lekcje aktorstwa w Nowym Jorku.

### Kariera
Swoją karierę w telewizji rozpoczął od gościnnych występów w serialu kryminalnym NBC Prawo i porządek (1995, 1996, 2003). W 1997 trafił na Off-Broadway, grając w sztuce Arthura Millera The American Clock. W 1998 zagrał w trzech filmach: dramacie Hazardziści, komedii romantycznej Masz wiadomość i dreszczowcu Stan oblężenia. W 2003 zadebiutował na Broadwayu w sztuce Oscara Wilde’a Salome, występując w roli młodego Syryjczyka u boku Ala Pacino. W 2004 powrócił na off-broadwayowską scenę w przedstawieniach Antoniego Czechowa: Mewa jako pragnący zostać pisarzem Konstanty Gawryłowicz Trieplew i Wiśniowy sad w roli Piotra Trofimowa. Po kilku kolejnych latach występów w epizodach w serialach, w tym Brygada ratunkowa (2000) i Zbrodnie Nowego Jorku (2001), dostał rolę Teda Fairwella w ostatnim sezonie serialu HBO Sześć stóp pod ziemią (2005).
W 2007 magazyn „Variety” zaliczył go do „dziesięciu aktorów wartych oglądania”. Zagrał Irę Blacka w komedii romantycznej Ira i Abby (2006), Douga w dramacie erotycznym Woody’ego Allena Vicky Cristina Barcelona (2008), Dennisa w komedii romantycznej Moja dziewczyna wychodzi za mąż (2008), Erica Powella, męża Julie (Amy Adams) w melodramacie biograficznym Julie i Julia (2009), Phillipa Greenberga, brata Rogera (Ben Stiller) w komediodramacie Noaha Baumbacha Greenberg (2010) i detektywa Bowdena w horrorze Johna Ericka Dowdle’a Diabeł (2010). Za rolę Toma Garnetta w komedii Para na życie (2009) otrzymał nagrodę CinEuphoria w kategorii najlepszy aktor drugoplanowy w międzynarodowym konkursie.
W 2013 wraz z obsadą filmu Bena Afflecka Operacja Argo (2012) odebrał Nagrodę Gildii Aktorów Ekranowych. Występował jako Danny Castellano w sitcomie Fox i Hulu Świat według Mindy (2012–2017), za tę rolę w 2016 był nominowany do Satelity dla najlepszego aktora najlepszy aktor w serialu (komediowym lub musicalu). W serialu Układy (2011–2012) wcielił się w postać odznaczonego żołnierza Chrisa Sancheza, przyjaciela Ellen Parsons (Rose Byrne) ze szkoły średniej i najemnika w High Star Security Corporation. W serialu HBO Newsroom (2012–2014) wystąpił jako Reese Lansing. W 2014 wyreżyserował dramat Alex of Venice z Mary Elizabeth Winstead.

## Życie prywatne
W latach 1995–2006 był żonaty z aktorką Rosemarie DeWitt. Ze związku z Jennifer Todd ma dwóch synów: Mila Montgomery’ego (ur. 2008) i Giovaniego (ur. 2009).

## Wybrana filmografia
- 1998: Hazardziści
- 1998: Masz wiadomość
- 1998: Stan oblężenia
- 2000: Brygada ratunkowa (serial TV)
- 2000: Turn It Up
- 2001: Ordinary Sinner
- 2001: Zbrodnie Nowego Jorku (serial TV)
- 2005: Bittersweet Place
- 2005: Road
- 2005: Sześć stóp pod ziemią (serial TV)
- 2005: The Crooked Corner
- 2006: Ira i Abby
- 2007: Medium (serial TV)
- 2007: Towelhead
- 2008: Humboldt County
- 2008: Moja dziewczyna wychodzi za mąż
- 2008: Vicky Cristina Barcelona
- 2009: Brief Interviews with Hideous Men
- 2009: Julie i Julia
- 2009: Para na życie
- 2010: An Invisible Sign
- 2010: Diabeł
- 2010: Greenberg
- 2010: Monogamy
- 2011: Do szaleństwa
- 2011: Układy (serial TV)
- 2012: 28 pokoi hotelowych
- 2012: Celeste and Jesse Forever
- 2012: Świat według Mindy (serial TV)
- 2012: Newsroom (serial TV)
- 2012: Operacja Argo
- 2012: Ruby Sparks
- 2012: The Giant Mechanical Man
- 2012: The Trouble with Bliss
- 2013: Palo Alto
- 2014: Alex of Venice (także reżyser)
- 2014: Cake
- 2014: Manglehorn
- 2016: Kryzys Perry’ego
- 2018: Ostre przedmioty (serial TV)
- 2020: Ptaki Nocy (i fantastyczna emancypacja pewnej Harley Quinn)